# 黑色嘉年華
《黑色嘉年華》（日语：カーニヴァル）是御巫桃也的日本漫畫作品。漫畫在2007年10月號開始在一迅社雜誌《Comic ZERO-SUM》（コミックZERO-SUM）連載。電視動畫版於2013年4月開始播放。以「第○○譜」為話數標題。

## 故事簡介
以一個腕輪作為線索，而踏上尋人旅程的無與專門打劫不肖之徒的財物維生的花礫，偶然湊在一塊的他們，遭人冠上莫須有的罪名，自此成為治安部的頭號通緝犯！
就在走投無路之際，救了他們的竟然是國家防衛最高機關「輪」
在與「輪」接觸之際，遇見許多曲折離奇的事件，搭著飛艇到處去冒險。

## 登場人物

### 主要角色
無（NAI，聲：下野紘）
本作的主角。生日、年齡、血型不明，身高157cm。天然呆，單純，白髮紅眼。因為嘉祿的失蹤，掉落在血泊中的腕輪成為尋找嘉祿的唯一線索（當時的無以為血只是單純的「紅水灘」，經由花礫說明之下才明白）。和嘉祿在虹之森相遇，兩個人一直待在森林裡生活，關係就像親兄弟般親密。被美彌綁架期間剛好遇到潛入豪宅內的花礫，當花礫帶著無逃跑時，感覺到花礫擁有和嘉祿一樣的溫柔（溫暖），所以很喜歡和花礫相處。耳朵可以聽得到人類聽不見的聲音（虹的特性之一），在列車遭到炸彈威脅時，靠著超越常人的聽覺來尋找炸彈的位置，和花礫以及平門合作解決了炸彈事件。輪的醫療室在診斷身體時發現他身上的細胞跟一種名為「虹」的生物一樣，因此確定他並不是人類，但這種虹和人類細胞結合是非常稀有的事情。可以靠著腦波和夢境的嘉祿說話。在輪的保護之下，與津雲一起學習許多知識（在這之間他向與儀學習寫日記，原本想唸出寫給到學校就讀的花礫的內容卻被害羞的花礫給駁回了）。當輪攻下火不火時，他和花礫發現了嘉祿，沒想到嘉祿分裂成兩個人，只好先帶回昏倒在地上的嘉祿。剛開始嘉祿失去了所有的記憶，完全不記得他，甚至被嘉祿嫌煩，但他仍不斷地嘗試和嘉祿說話。最後舊型的腕輪將兩人帶到陌生的地方，為了保護嘉祿而替他擋下了羚羊的攻擊導致差點喪命，幸好最後被恢復記憶的嘉祿給救回。能夠感覺到人的內心變化。
花礫（GAREKI，聲：神谷浩史、喜多村英梨（少年））
本作的另一位主角。5月21日生、15歲、O型，身高170cm，黑髮黑眼。原本只是個在加拉斯納生活且以竊盜維生的少年，時常戴著護目鏡。在一次的入侵豪宅時遇見無，因對無手上的腕輪感興趣才決定幫助他逃出去，最後和無一起踏上了尋找嘉祿一途。剛開始的形象是個個性惡劣、口氣很差的人，常覺得自己很「骯髒」。但當無說他其實是一個很溫柔的人時他會感到雞皮疙瘩且會以揍對方的方式來掩飾自己的高興。擅長機械，在火車受炸彈威脅時立刻思考出阻止炸彈連環爆炸的方法。雖然行事作風狡猾、喜歡耍小聰明，卻是一個口是心非的人。當得知無其實是一隻名為「虹」的生物時，他想起曾和無相處的總總而產生欺負小動物的錯覺，讓他感到很丟臉。雖然不曾受過正式教育，但卻是一個對機械很拿手的天才。8歲的時候被雙親賣出關到船上，在船上因為嬌小而常被欺負，因為被綁住不能吃飯才逃過一劫（飯菜裡面摻雜了奇怪的藥物），後來船翻了（實際上是輪造成船翻事件）他被沖到岸上，被正好路過的樁帶回家，將他當成弟弟和燕、夜鷹以及爺爺一起撫養。因為樁在店裡被一位男子營救，且那位男子願意幫爺爺付醫藥費所以愛上那男子，但那男子卻要求樁在燕和夜鷹的飯裡添加奇怪的藥物，他懷疑這個藥物有問題後要求樁不要再和那男人見面，沒想到樁卻被殺了，從此以後他立下替樁報仇的心忍痛和燕與夜鷹斷絕關係。在夜鷹死後，以匿名身分替爺爺付了住院費用（最後燕得知此事時決定幫助輪來打倒能力者）。在那之後沒了報仇對象，且也不是自己親手殺了那個男人，他開始思考自己為什麼會存在這個世界上，且他因為發現自己習慣了輪的一切而感到困惑。他不想再被輪保護，也不願意讓自己再無能下去，為了能夠成為幫得上輪的人而下定決心和平門商量。最後平門答應讓他成為輪的一份子且讓他就讀克羅諾梅學院。在他得知無和嘉祿失蹤時他開始緊張，比起學校他把朋友看得更重要而決定要離開克羅諾梅學院，但在講手機時被送到一個陌生的地方，在深山遇見一位要他不要進入森林的老太太，得知無和嘉祿就在老太太的家裡時他想進屋找他們，卻被嘉祿認為他是敵人而攻擊他，所幸輪的成員及時趕到阻止了這場混亂。

### 國家防衛機關「輪」
飛行在天空中，專門取締犯罪組織的集團。第壹號艇和第貳號艇皆為追擊能力者的專門人員所構成，一般犯罪的治安管理則是由参號艇以下來管轄。實際上為何會有輪的飛艇存在原因仍不明。壹號艇和貳號艇以葬送能力者和火不火這個犯罪組織為主。
輪在掃蕩搜查結束並抓住全部的壞人之後，作為讓居民們擔驚受怕的補償會舉辦演出給大家看，也就是所謂的「嘉年華」。

#### 貳號艇
平門（HIRATO，聲：小野大輔）
貳號艇艇長，10月22日生、27歲、AB型，身高185cm，紫髮藍眼。現任職務是輪之第二艇艇長，與無和花礫在火車綁架事件中結識，對無不經意間表現出的特殊能力抱有興趣。幫助花礫前往政府學校就讀。三不五時喜歡惹燭生氣。在16歲的時候和朔前往遠方的小國（也就是與儀的出生地）調查，在非法地下室裡的實驗室中發現了漂浮在半空中的與儀，原本想殺了與儀卻發現他竟然是王國的王子後，將他帶了回去。
和朔在學生時代就認識至今，也常和朔喝酒，更常找朔灌燭喝酒。
與儀（YOGI，聲：宮野真守）
貳號艇的戰鬥員，2月11日生、21歲、B型，身高181cm，金髮紫眼。平門的下屬，輪之第二艇隊員。性格直爽陽光，但常常因為一些問題發言而讓人覺得他有點輕浮，屬於搞笑派。雖然已是成年人，但個性仍然和小孩子一樣，喜歡玩遊戲（例如：捉迷藏），也常跟人擁抱（多半是無和花礫），當無和花礫到壹組時，也流露出小孩子朋友被搶走的態度，另外也是個典型的愛哭鬼，害怕燭醫生以及靈異事物，也不喜歡戰鬥。因為扮演喵莉娜而非常喜歡小孩子。和無、花礫相遇後成為同伴，時常與他們行動，對無非常照顧，曾對於花礫沒有叫過自己的名字以及沒有回他簡訊而耿耿於懷。登場台詞為：「充滿男子氣概，熱血沸騰的耀眼王子」，武器是可以自由伸縮的玫瑰花式劍，必殺技為「薔薇之牆」。另外有被人所懼怕的神秘力量，左臉貼著的創可貼脫落的話會暴走，髮色變成銀色性格也跟著改變。出生於偏遠的小國，實際上身分是一名王子，有一個名為繆瑪麗的妹妹。在10歲那年與儀的國家被能力者入侵，所有人員遭到殺害，只有與儀被抓去實驗，因為王族血緣和「搖籃」很接近，所以與儀不但沒有變成能力者，反而從身體裡分裂出另一個人格（也就是銀髮與儀）。
津雲（TSUKUMO，聲：遠藤綾）
貳號艇的戰鬥員，3月2日生、16歲、A型，身高159cm，淡金髮紫眼。平門的下屬，輪之第二艇隊員。身形看似柔弱，實際上十分擅長格鬥。性格認真具有責任感，平日裡沉默少言，在聽到要對平門不利的言論時卻會挺身而出，關心著無的安全，憧憬著伊娃那樣的開朗個性。為了保護無被夏切和麒春捉住，後被嘉祿放走。能力是操縱多個星形物。
伊娃（IVA，聲：本名陽子）
貳號艇的戰鬥員，8月7日生、25歲、B型，身高175cm，青綠髮綠眼。輪之第二艇隊員，平時最先對平門提出意見，但接受案件後一點也不猶豫。大姐姐般的存在，作風強硬，女王樣性格。能力是操縱寶石。覺得可愛的事物可以治癒自己，因此對津雲充滿溺愛。
羊（聲：五十嵐裕美）
貳號艇的門口警衛，具備日常雜務管理、警備管理等等的高性能機器羊。

#### 壹號艇
朔（TSUKITACHI，聲：遊佐浩二）
壹號艇艇長，4月18日生、27歲、O型，身高186cm，紅髮金眼。輪之第一艇隊長。領著喰和紀一，性格開朗樂觀。平時給人的印象為態度隨便又不懂禮節，但實際上卻是個能夠掌握內部情報、慎思熟慮的人。
和平門在學生時代就認識至今，也常和平門喝酒，通常都是起鬨灌燭酒的那一個。
喰（JIKI，聲：中村悠一）
壹號艇的戰鬥員，10月3日生、20歲、A型，身高176cm，暗灰髮金眼。輪之第一艇隊員，因眼睛能捕捉到一切細微的反射，所以平時戴著眼鏡。現與第二艇隊員共同行動，保護著無。個性腹黑，喜歡可愛的女孩子。關於名字的讀音，官方定為「can」，愛稱「喰具」或者「喰具兄」。對伊娃的性格較難以應付。喜歡藥草與栽培作物。可以操控昆蟲進行攻擊。
紀一（KIICHI，聲：喜多村英梨）
壹號艇的戰鬥員，11月25日生、15歲、O型，身高151cm，藍捲髮藍眼。輪之第一艇隊員，語氣強硬的少女，自尊心強，完美主義者，覺得第二艇的戰鬥員都很笨，但實際上很關心他人。武器為鐮刀，可將被能力者感染的部分切開。對津雲稱呼為「前輩」。
兔（聲：五十嵐裕美）
壹號艇的門口警衛，具備日常雜務管理、警備管理等等的高性能機器兔。
莉西亞娜
壹號艇的戰鬥員，輪之第一艇隊員，職守克羅諾梅。
和平門、朔為同期生。

#### 研究塔
療師（聲：緒方賢一）
貳號艇的船醫，燭的導師，很喜歡帶著零食到處走。是一個在研究塔裡人氣很高的人。
燭（AKARI，聲：平川大輔）
國家防衛最高機關「研案塔」的醫生和研究人員，12月23日生、33歲、O型，身高185cm，粉紅髮粉紅眼。療師的弟子，被政府訂為「SSS級」重要保護人員。為平門與朔在「訓練生時代」的教導人員。與平門感情不好。被朔以稱呼。因為態度的關係所以護士們都不怎麼喜歡他。
糺（AZANA，聲：岡本信彦）
國家防衛最高機關「研案塔」生命室所屬的研究員，灰長髮少年。因為被動物抓傷而臉上貼滿創可貼。家人被能力者殺死，最後為燭所救且成為其部下。後來背叛輪，將藥物非法私通到火不火，最後離開輪獨自前往黑白的住所。

#### 輪的高層
時辰（聲：小西克幸）
「輪」的最高執行長，平門的哥哥。個性有些迷糊，和平門一樣戴著眼鏡。喜歡機械。

### 公館
與火不火和能力者相關的企業。
嘉祿（聲：保志總一朗）
無在尋找的人，1月9日生、18歲、血型不明，身高175cm，水色髮水色眼。父母曾是「輪」的成員，對醫術很拿手。有次無和花礫被捲入一個不知名時空，嘉祿後來分裂出兩個人格，一個被救出和無一起待在「輪」中，另一個則是繼續待在火不火組織內，詳細原因尚不明。剛開始被分裂出來的嘉祿喪失記憶，失去和無有關的一切，剛開始對無不理不睬，後來再一次的事件中恢復原本的記憶，讓為了救嘉祿而瀕死的無得以接受他的治療而痊癒。待在「輪」的嘉祿個性溫柔，另一個則是繼續保持神祕。
艾莉西卡（聲：佐藤聰美）
7月16日生、14歲、B型，身高153cm。帕爾内德的孫女，現在和嘉祿住同個屋簷下，喜歡嘉祿，有些嬌縱。曾因為誤會嘉祿喜歡的是津雲而要求黑白殺了津雲，但從後來她突然後悔可以看得出來她還保有自己的良心。黑白非常聽她的命令。
帕爾内德（聲：廣瀨正志）
艾莉西卡的祖父。為公館的CEO，私底下與火不火有關係。時常和許多女人發生關係，即使老了體力依然旺盛。
黑白（聲：諏訪部順一）
輪的敵人「火不火」組織的幹部，性格冷靜。操控能力者的人員之一，火不火被攻略之後被開除，躲在一間豪宅內似乎正在計畫著什麼。
夏切（聲：豐永利行）
「火不火」組織的成員之一，黑白的手下。戴著奇怪的護目鏡，喜歡打電動，對機械類東西很擅長。有收集癖好。
麒春（聲：前野智昭）
「火不火」組織的成員之一，黑白的手下。外表看起來像不良少年，眼睛有缺陷。在一次的戰鬥中將津雲給綁走。

### 花礫、無的朋友
椿（聲：日笠陽子）
燕與夜鷹的姊姊，在一次偶然的情況下發現昏迷的花礫，將他帶回並和雙胞胎一起細心照顧。因為被心愛的男人欺騙而讓雙胞胎服用能力者的藥物，最後被力量失去控制的夜鷹所殺害。
燕（聲：矢作纱友里）
雙胞胎之中的姊姊，與花礫為舊識。在夜鷹死後，接受朔的提議，到政府學院就讀以便為輪工作。在學校和花礫同為輪班，在能力測試時速度之快讓花礫驚訝，在班上的能力速度也是前幾名。
夜鷹（聲：入野自由）
雙胞胎之中的弟弟，與花礫為舊識，很保護燕。因為了不讓燕服下奇怪的藥物而選擇自己吃下導致力量失控，最後變成能力者，要求花礫殺了他，在花礫猶豫時卻被平門搶先一步殺了。
八莉（聲：田村睦心）
9歲，為近幾年急速成長的企業的貴公子，為了尋找和父親離婚的母親而離家出走。在貓咪商店遇見無他們一行人，知道他們是輪的成員之後要求他們保護他。擁有天才的頭腦，可以隨時隨地入侵別人的電腦。在得知母親意外身亡後而哭了出來，後悔自己無法好好地向母親道歉。個性雖然強勢，但依然有小孩子的天真與脆弱。將無當作第一個朋友，因為曾在同校同學艾莉西卡口中聽過嘉祿的名字，而決定幫助他們尋找嘉祿。
蘭二（聲：逢坂良太）
帶領花礫使其了解學校的指導者，平常穿著女性制服，實際身分是男性。常常和獅示吵架。外表看似柔弱卻可以輕易將人過肩摔。為情報科班的學生。
獅示（聲：小野友樹）
花礫在學校的室友，常常和蘭二吵架（通常都是吵輸）。為機械科班的學生，擅長修理車子。
賽賽莉（聲：井澤詩織）
和蘭二一起當花礫指導員的女生，戴著眼鏡。為情報班的學生，擅長監聽、追蹤以及偷拍。
喵莉娜
人稱貓姊姊，很受小孩子歡迎。實際上是與儀穿著布偶裝。
雪綿綿（聲：鈴木美咲）
在雪地探查之際，平門送給無他們的雪人機器，功能類似於暖暖包，曾經代替與儀躺在病床上躲避燭醫生。在一次的意外受損後，研究塔修復其功能並且增加了下雪機能。

### 能力者
米涅（聲：小林沙苗）
只有在第1譜登場，綁架無的能力者，身體可以變成長手長腳的怪物，在花礫炸毀豪宅之後，被不明人士所殺害。
迷呀（聲：大川透）
樁所愛的男人，事實上是欺騙樁的人。為了達到研究獎金而利用樁將雙胞胎燕、夜鷹當成實驗品。

## 用語
火不火
輪在追趕的犯罪組織。能力者的開發集中地。
能力者
能力者分為兩種，一種是火不火的人將自身細胞與之融合創造出來的；一種是透過能力者的血液或體液受到細胞感染的。人形的稱為能力者，怪物型態則稱為能力軀。能力者的細胞再生週期異常迅速，即使受到了重傷也能在數日內復原，為了彌補這難以置信的再生速度，能力者得吞噬他人，與他人的細胞融合。
腕輪
輪的身分證。萬能細胞「Incuna」所合成。
虹
無原本的動物模樣。棲息在虹之森，專門吃蟲維生，必須依靠聽覺維生的脆弱動物。
虹之森
加拉斯納西邊的森林，無的故鄉。擁有特殊的生態系，因為光的折射原因造成海市蜃樓的景象，如果不靠聽覺來辨識道路很容易迷失在這充滿幻覺的地方。
幻燈之街．加拉斯納
花礫的故鄉，在這裡容易一不小心錢包就會被偷。
冰晶城．利諾爾
第壹號艇前往調查的寒冷雪地。
移動鐵城．汎德納姆
和八莉相遇的地方，各式各樣商店並立的大都市。有輪直營的店鋪。
研究塔
匯聚優秀醫生和研究者的國家支柱之一。
Z之圓桌
政府防衛國家機關的幹部們的討論聚集地。
煙霧之館
嘉祿所在的位置，火不火的分部之一。
克羅諾梅
花礫所就讀的學校。有輪科、技術創造科、情報管理科以及醫生生命科。花礫就讀的輪科班專門在學習如何與能力者戰鬥的訓練。

## 出版書籍
| 冊數 | 一迅社         | 一迅社                                                  | 一迅社         | 長鴻出版社                                                        | 長鴻出版社 |
| 冊數 | 發售日期       | ISBN                                                    | 發售日期       | EAN                                                               |            |
| ---- | -------------- | ------------------------------------------------------- | -------------- | ----------------------------------------------------------------- | ---------- |
| 1    | 2008年3月17日  | ISBN 978-4-7580-5341-9                                  | 2010年11月20日 | EAN 471-3469-35662-0                                              |            |
| 2    | 2008年9月25日  | ISBN 978-4-7580-5369-3                                  | 2010年12月9日  | EAN 471-3469-35702-3                                              |            |
| 3    | 2009年4月25日  | ISBN 978-4-7580-5409-6                                  | 2011年1月13日  | EAN 471-3469-35718-4                                              |            |
| 4    | 2009年9月25日  | ISBN 978-4-7580-5444-7                                  | 2011年3月8日   | EAN 471-3469-35886-0                                              |            |
| 5    | 2010年3月25日  | ISBN 978-4-7580-5492-8                                  | 2011年12月16日 | EAN 471-6814-19612-4                                              |            |
| 6    | 2010年10月25日 | ISBN 978-4-7580-5552-9                                  | 2012年3月27日  | EAN 471-6814-19700-8                                              |            |
| 7    | 2011年4月25日  | ISBN 978-4-7580-5588-8 ISBN 978-4-7580-5589-5（限定版） | 2012年11月13日 | EAN 471-5409-85476-0                                              |            |
| 8    | 2011年10月25日 | ISBN 978-4-7580-5655-7                                  | 2012年12月7日  | EAN 471-5409-85527-9                                              |            |
| 9    | 2012年4月25日  | ISBN 978-4-7580-5698-4                                  | 2013年5月8日   | EAN 471-5409-85814-0                                              |            |
| 10   | 2012年10月25日 | ISBN 978-4-7580-5746-2 ISBN 978-4-7580-5747-9（限定版） | 2013年10月14日 | EAN 471-5409-86042-6                                              |            |
| 11   | 2013年4月25日  | ISBN 978-4-7580-5803-2 ISBN 978-4-7580-5804-9（限定版） | 2013年10月16日 | EAN 471-5409-86054-9                                              |            |
| 12   | 2013年10月25日 | ISBN 978-4-7580-5857-5                                  | 2014年2月12日  | EAN 471-5409-86407-3                                              |            |
| 13   | 2014年4月25日  | ISBN 978-4-7580-5905-3 ISBN 978-4-7580-5906-0（限定版） | 2014年8月13日  | EAN 471-5409-86690-9                                              |            |
| 14   | 2014年10月25日 | ISBN 978-4-7580-5960-2 ISBN 978-4-7580-5961-9（限定版） | 2015年12月9日  | EAN 471-5409-86986-3                                              |            |
| 15   | 2015年4月25日  | ISBN 978-4-7580-3035-9 ISBN 978-4-7580-3036-6（限定版） | 2016年1月16日  | EAN 471-5409-87625-0                                              |            |
| 16   | 2015年10月24日 | ISBN 978-4-7580-3120-2 ISBN 978-4-7580-3121-9（限定版） | 2016年2月20日  | EAN 471-5409-87649-6                                              |            |
| 17   | 2016年4月25日  | ISBN 978-4-7580-3177-6 ISBN 978-4-7580-3178-3（特裝版） | 2016年8月16日  | EAN 471-3006-54007-9                                              |            |
| 18   | 2016年10月25日 | ISBN 978-4-7580-3233-9 ISBN 978-4-7580-3234-6（特裝版） | 2017年2月14日  | EAN 471-3006-54052-9                                              |            |
| 19   | 2017年4月25日  | ISBN 978-4-7580-3269-8 ISBN 978-4-7580-3270-4（特裝版） | 2017年8月16日  | EAN 471-3006-54095-6                                              |            |
| 20   | 2017年10月25日 | ISBN 978-4-7580-3316-9 ISBN 978-4-7580-3317-6（特裝版） | 2018年1月24日  | EAN 471-3006-54135-9                                              |            |
| 21   | 2018年4月25日  | ISBN 978-4-7580-3343-5 ISBN 978-4-7580-3344-2（特裝版） | 2018年8月16日  | EAN 471-3006-54177-9                                              |            |
| 22   | 2018年10月25日 | ISBN 978-4-7580-3392-3 ISBN 978-4-7580-3393-0（特裝版） | 2019年2月20日  | EAN 471-3006-54203-5                                              |            |
| 23   | 2019年4月25日  | ISBN 978-4-7580-3426-5 ISBN 978-4-7580-3427-2（特裝版） | 2019年7月24日  | EAN 471-3006-54233-2                                              |            |
| 24   | 2019年10月25日 | ISBN 978-4-7580-3468-5 ISBN 978-4-7580-3469-2（特裝版） | 2020年8月19日  | EAN 471-3006-54252-3                                              |            |
| 25   | 2020年4月25日  | ISBN 978-4-7580-3502-6 ISBN 978-4-7580-3503-3（特裝版） | 2020年11月18日 | EAN 471-3006-54260-8                                              |            |
| 26   | 2020年10月24日 | ISBN 978-4-7580-3551-4 ISBN 978-4-7580-3552-1（特裝版） | 2021年8月4日   | ISBN 978-6-2600-5676-6                                            |            |
| 27   | 2021年4月24日  | ISBN 978-4-7580-3599-6 ISBN 978-4-7580-3600-9（特裝版） | 2022年2月10日  | ISBN 978-6-2600-6293-4 EAN 471-3006-55524-0（限定版）             |            |
| 28   | 2021年12月25日 | ISBN 978-4-7580-3687-0 ISBN 978-4-7580-3688-7（特裝版） | 2023年8月4日   | EAN 471-3006-55676-6（首刷限定版） EAN 471-3006-55677-3（特裝版） |            |

番外篇
| 冊數 | 日文標題 | 中文標題   | 一迅社        | 一迅社                 | 長鴻出版社     | 長鴻出版社           |
| 冊數 | 日文標題 | 中文標題   | 發售日期      | ISBN                   | 發售日期       | EAN                  |
| ---- | -------- | ---------- | ------------- | ---------------------- | -------------- | -------------------- |
| 全   |          | 明日的約定 | 2013年3月25日 | ISBN 978-4-7580-5797-4 | 2013年11月14日 | EAN 471-5409-86013-6 |

### 相關書籍
電視動畫相關
- 2013年3月13日 ISBN 978-4-7580-1311-6
- 2013年7月25日 ISBN 978-4-7580-1326-0

畫集
- 御巫桃也画集 カーニヴァル＊パレード 1：2013年5月25日 ISBN 978-4-7580-5816-2
- 御巫桃也画集 カーニヴァル＊パレード 2：2014年5月24日 ISBN 978-4-7580-5910-7

漫畫選集
1. 2013年6月25日 ISBN 978-4-7580-5836-0
2. 2014年7月25日 ISBN 978-4-7580-5948-0

導讀手冊
- 2013年6月25日 ISBN 978-4-7580-5835-3

明信片書
- Funny：2015年7月24日 ISBN 978-4-7580-3081-6
- Adult：2015年7月24日 ISBN 978-4-7580-3082-3

## 廣播劇CD
- 廣播劇CD 黑色嘉年華 （為《ZERO-SUM》2009年10・11月號的贈品、於一迅社ONLINESHOP再發售）
- 廣播劇CD 黑色嘉年華 （2010年3月25日發售）
- 廣播劇CD 黑色嘉年華 （2010年9月23日發售）
- 廣播劇CD 黑色嘉年華 （2011年4月27日發售）
- 廣播劇CD 黑色嘉年華 （2011年10月26日發售）
- 廣播劇CD 黑色嘉年華 （2012年4月25日發售）
- 廣播劇CD 黑色嘉年華 （2012年11月2日發售）
- 廣播劇CD 黑色嘉年華 （2013年4月24日發售）
- 廣播劇CD 黑色嘉年華 （2013年11月6日發售）
- 廣播劇CD 黑色嘉年華 （2014年4月23日發售）
- 廣播劇CD 黑色嘉年華 （2014年12月19日發售）

廣播劇CD手冊
2016年7月25日發售、ISBN 978-4-7580-3214-8

## 電視動畫

### 製作人員
- 監督：菅沼榮治
- 系列構成：待田堂子
- 武器設計：佐藤陽
- 美術監督：鈴木武志
- 音樂：濱口史郎、井内啓二
- 動畫製作：Manglobe
- 製作：黑色嘉年華製作委員會

### 主題曲
片頭曲
作詞：谷山紀章，作曲、編曲：飯塚昌明，歌：GRANRODEO
第1、13話未使用。
片尾曲「REASON」
作詞：，作曲、編曲：渡邊未來，歌：KAmiYU

### 各話列表
| 話數   | 日文標題 | 中文標題                 | 劇本     | 分鏡     | 演出       | 作畫監督                                         |
| ------ | -------- | ------------------------ | -------- | -------- | ---------- | ------------------------------------------------ |
| 第1譜  |          | 七彩導花線               | 待田堂子 | 菅沼榮治 | 佐藤陽     | 坂本千代子                                       |
| 第2譜  |          | 幸運貓                   | 待田堂子 | 菅沼榮治 | 西片康人   | 仁井學 平野繪美 北條直明                         |
| 第3譜  |          | 夢幻野餐                 | 高木聖子 | 井出安軌 | 駒屋健一郎 | 梅津茜、岡崎洋美 荒川繪里花                      |
| 第4譜  |          | 宵待燕                   | 待田堂子 | 福田道生 | 佐藤光敏   | 杉本幸子、北條直明 鵜池一馬                      |
| 第5譜  |          | 小丑的處方箋             | 待田堂子 | 西片康人 | 小野田雄亮 | 岡崎洋美、新沼大祐 平野繪美                      |
| 第6譜  |          | 朝陽之翼                 | 待田堂子 | 福田道生 | 飛田剛     | 德田夢之介                                       |
| 第7譜  |          | 「人魚的嘆息」與三位騎士 | 高木聖子 | 岡佳廣   | 駒屋健一郎 | 仁井學、梅津茜 荒川繪里花                        |
| 第8譜  |          | 白銀之匣                 | 高木聖子 | 所智一   | 所智一     | 三浦春樹 中澤勇一                                |
| 第9譜  |          | 青色薔薇                 | 高木聖子 | 西片康人 | 西片康人   | 杉本幸子、北條直明 平野繪美                      |
| 第10譜 |          | 馴獸師的眼淚             | 高木聖子 | 福田道生 | 飛田剛     | 德田夢之介 清水勝祐                              |
| 第11譜 |          | 冰淇淋遊行               | 待田堂子 | 所智一   | 小野田雄亮 | 岡崎洋美、新沼大祐 梅津茜                        |
| 第12譜 |          | 虹的約定                 | 待田堂子 | 佐藤陽   | 佐藤陽     | 仁井學、荒川繪里花 鵜池一馬                      |
| 第13譜 |          | 黑色嘉年華               | 待田堂子 | 福田道生 | 佐藤光敏   | 北條直明、杉本幸子 岡崎洋美、平野繪美 坂本千代子 |

### 播放電視台
日本深夜動畫：下文記載的日本国内播放時間使用日本標準時間（UTC+9）表示。因為部分時間标识會採用30小时制，因此請留意这类超过24:00的时间，其實際播放時間為翌日清晨。
| 播放地區   | 播放電視台 | 播放日期               | 播放時間（UTC+9）          | 所屬聯播網 | 備註                         |
| ---------- | ---------- | ---------------------- | -------------------------- | ---------- | ---------------------------- |
| 近畿廣域圈 | 朝日放送   | 2013年4月3日 - 6月26日 | 星期三 26時43分 - 27時13分 | 朝日電視網 | 星期三動畫〈水MON〉節目第2部 |
| 東京都     | TOKYO MX   | 2013年4月7日 - 6月30日 | 星期日 22時30分 - 23時00分 | 獨立UHF局  |                              |
| 愛知縣     | 愛知電視台 | 2013年4月8日 - 7月1日  | 星期一 25時35分 - 26時05分 | 東京電視網 |                              |
| 日本全國   | AT-X       | 2013年4月9日 - 7月2日  | 星期二 23時00分 - 23時30分 | 衛星電視   | 有重播                       |
| 日本全國   | BS11       | 2013年4月13日 - 7月5日 | 星期六 23時00分 - 23時30分 | 衛星電視   | ANIME+節目                   |

## 外部連結
- 月刊Comic ZERO-SUM官方網站 （页面存档备份，存于）（日語）
- 原作特設官方網站 （页面存档备份，存于）（日語）
- 廣播劇CD官方網站 （页面存档备份，存于）（日語）
- 動畫官方網站 （页面存档备份，存于）（日語）
- 作者網站（日語）
- 《黑色嘉年華》中文網站 （页面存档备份，存于）（繁體中文）